# Монтгомери (округ, Пенсильвания)
Монтгомери — округ в штате Пенсильвания, США. В 2000 году население округа составляло 750 097 человек. Площадь — 1281 км².

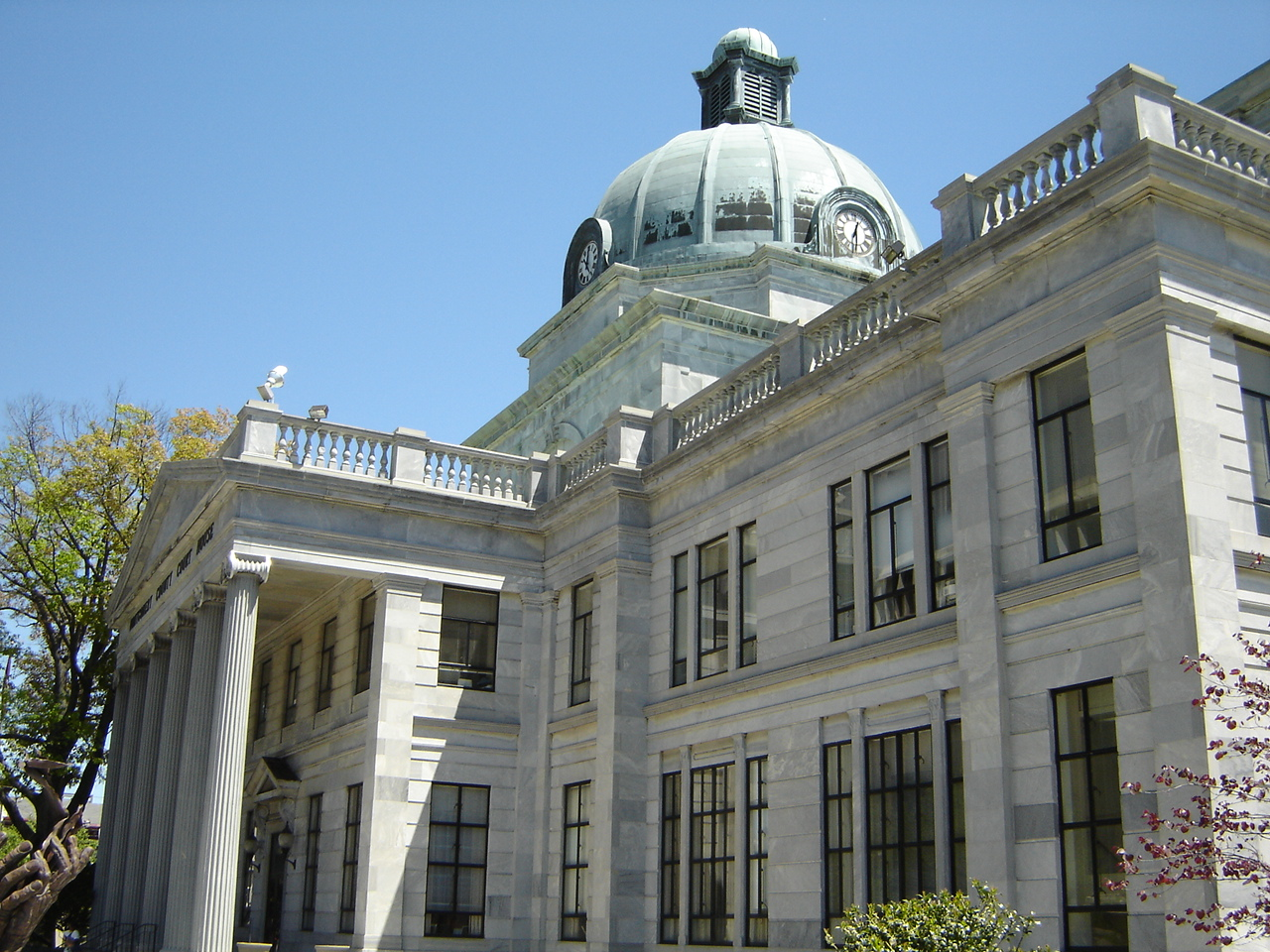
Здание окружного суда

Главный город — Норристаун.

## История
Округ был образован 10 сентября 1784 года, из части округа Филадельфия. Считают что округ был назван в честь генерала Ричарда Монтгомери погибшего в 1775 году при попытке захватить канадский город Квебек или же возможно назван так в честь Уэльского графства Монтгомеришир квакерами из Уэльса. Документального подтверждения происхождения названия не сохранилось.

## Известные жители
- Мария Белло
- Джимми Смит
- Джако Пасториус
- Биньямин Нетаньяху
- Эзра Паунд
- М. Найт Шьямалан